# Тактико-технические характеристики
Тактико-технические характеристики (ТТХ) — совокупность качественных и количественных параметров изделия военной техники или вооружения, описывающая его свойства (как эксплуатационные, так и боевые). Для отдельных видов изделий иногда применяется термин технические данные (ТТД), а для кораблей и подводных лодок - термин тактико-технические элементы (ТТЭ).. 
На стадии эксплуатации техники происходит ухудшение её ТТХ из-за износа и повреждений конструкции. Для сложных изделий (например, авиационной техники и ей подобной) во избежание негативного влияния указанных факторов в составе ТТХ выделяют, нормируют и обеспечивают, начиная с ранних этапов создания конструкции нового изделия, совокупность эксплуатационно-технических характеристик (ЭТХ), включая надёжность, безопасность при отказах, эксплуатационную (ремонтную) технологичность и контролепригодность.